# Циклін-залежна кіназа 5
Циклін-залежна кіназа 5 (англ. cyclin-dependent kinase 5, CDK5) — білок, що належить до родини  циклін-залежних кіназ. Спочатку була названа нейрональною CDC2-подібною кіназою (NCLK) через схожість послідовностей, що виконують фосфорилювання. У комбінації з  активатором також згадувалася в літературі як тау-протеїнкіназа II (TPKII).
Нещодавно отримані дані про важливу роль CDK5 в сенсорних сигнальних шляхах, передачі больових сигналів. CDK5 необхідна для нормального розвитку мозку, бере участь в процесах нейронального дозрівання та нейроміграціі. Cdk5 взаємодіє із сигнальним ланцюжком іншого важливого регулятора міграції нейронів, риліну, фосфорилюючи його ключовий адаптерний білок, DAB1, та деякі інші елементи рилінового каскаду.
Дослідження говорять про те, що CDK5 може регулювати експресію NR2B-містких NMDA-рецепторів на синаптичній мембрані, тим самим впливаючи на синаптичну пластичність
CDK5 також фосфорилює багатофункціональний адаптерний білок DARPP-32 в позиції thr75, беручи участь в регулюванні внутрішньоклітинних реакцій на дофамінові сигнали.
Важливі кофактори, що взаємодіють з CDK5 — p39 та p35/p25.